# Sven Olof Rosén
Sven Olof Alfred Rosén, född 9 oktober 1908 i Hörken, Ljusnarsbergs socken, Örebro län, död 27 april 1982 i Maria församling i Stockholm, var en svensk målare, tecknare och grafiker. 

## Biografi
Han var son till konsthistorikern Sven Rosén och Sigrid Bihldorff samt 1948–1957 gift med Gunborg Ahlin. Rosén växte delvis upp i Skåne och Bohuslän men i samband med familjens flytt till Stockholm 1920 kom han att avsluta sin skolgång där. Han största intresse under skoltiden var biologi och under en botaniseringsresa till Öland 1926 kom han i kontakt med måleriet första gången. 

### Utbildning
Han sökte in till Konsthögskolan 1928 men hänvisades att först studera vid någon förberedande skola. Han valde då Edward Berggrens och Gottfrid Larssons Konstskola i Stockholm där han studerade fram till hösten 1929 då han slutligen antogs som elev till Konsthögskolan. Han kom redan under sin studietid att tjänstgöra som lärarassistent vid skolans grafiska avdelning. Efter examen från skolan 1935 tilldelades han statens resestipendium som medförde att han kunde tillbringa ett år i Frankrike och resa till Nederländerna, Tyskland, Belgien, Italien och Grekland. Under denna tid målade han ett antal landskapsbilder från Normandie, Korfu och Aten i en realistisk stil. 

### Utställningar
Efter hemkomsten till Sverige debuterade han med en separatutställning på Galerie Moderne i Stockholm 1938 där han visade upp ett antal oljemålningar. Tillsammans med Sven Sahlsten och Göran Folcker ställde han ut på Konstsalong Rålambshof 1944 och tillsammans med Clarence Blum på Lorensbergs konstsalong 1944 samt tillsammans med Louis Bastin i Ljungby 1947. Han medverkade ett flertal gånger i Nationalmuseums utställning Unga tecknare på 1930- och 1940-talen samt samlingsutställningar arrangerade av Sveriges allmänna konstförening, Örebro läns konstförening, Svenska konstnärernas förening och Riksförbundet för bildande konst. Han medverkade som grafiker i Föreningen för grafisk konsts grafikmappar ett flertal gånger från 1936 och flera av hans grafikblad har utgivits av Grafiska sällskapet och Folkets i bilds konstklubb. Han medverkade även i internationella grafikutställningar i bland annat Köpenhamn, Paris, London, Helsingfors, Moskva och Rom. 

### Andra uppdrag
Som bokillustratör illustrerade han Gösta Wiréns Ännu porlar bäcken, Anna Edlund-Hanssons Vi på Hamre och Ragnar Jändels Dikter. Som konstskriftställare har han författat uppsatser om Sven Sahlsten, Harry Harryan och Emil Johanson-Thor. Han medverkade 1936 i tävlingen om en utsmyckning för Göteborgs konserthus som senare inköptes av konserthuset. Han anställdes 1948 som speciallärare i grafik vid Konstfackskolan i Stockholm och har även varit kursledare i grafik vid olika sammankomster. Han har varit ordförande för Grafiska sällskapet, sekreterare i Konstnärsklubben i Stockholm, styrelsemedlem i Konstnärernas riksorganisation KRO och ordförande i konstnärsgruppen De unga. Hans konst består av porträtt, figurer, landskap ofta med motiv från Roslagen och vintermotiv. 

### Representation
Rosén finns representerad vid Nationalmuseum, Moderna museet, prins Eugens Waldemarsudde, Gustav VI Adolfs samling, Stockholms stadsmuseum, Norrköpings konstmuseum, Göteborgs konstmuseum, Malmö museum, Västerås konstförenings konstgalleri, Örebro läns landsting och Institut Tessin i Paris.
Rosén är begravd på Norra begravningsplatsen utanför Stockholm